# Котівська сільська рада (Радомишльський район)
Котівська сільська рада — колишня адміністративно-територіальна одиниця та орган місцевого самоврядування у Потіївському й Радомишльському районах Малинської, Волинської округ, Київської і Житомирської областей Української РСР та України з адміністративним центром у с. Котівка.

## Населені пункти
Сільській раді були підпорядковані населені пункти:
- с. Котівка
- с. Філонівка

## Населення
Кількість населення сільської ради, станом на 1924 рік, становила 1 705 осіб.
Відповідно до результатів перепису населення 1989 року, кількість населення ради, станом на 12 січня 1989 року, становила 807 осіб.
Станом на 5 грудня 2001 року, відповідно до перепису населення України, кількість мешканців сільської ради становила 630 осіб.

## Склад ради
Рада складалася з 12 депутатів та голови.

### Керівний склад сільської ради
| ПІБ                         | Основні відомості                                                                       | Дата обрання | Дата звільнення |
| --------------------------- | --------------------------------------------------------------------------------------- | ------------ | --------------- |
| Гаращук Валентин Леонідович | Сільський голова, 1949 року народження, освіта, безпартійний                            | 26.03.2006   | 20.06.2010      |
| Хоменко Микола Якович       | Сільський голова, 1960 року народження, освіта, член народної партії                    | 20.06.2010   | 31.10.2010      |
| Хоменко Микола Якович       | Сільський голова, 1960 року народження, освіта середня спеціальна, член народної партії | 31.10.2010   |                 |

Примітка: таблиця складена за даними джерела

## Історія
Створена 1923 року в складі с. Котівка та колонії Філонівка Облітківської волості Радомисльського повіту Київської губернії. Станом на вересень 1924 року на обліку числиться хутір Котівський.
Станом на 1 вересня 1946 року сільська рада входила до складу Радомишльського району Житомирської області, на обліку в раді перебували села Котівка, Філонівка та х. Котівський. На 10 лютого 1952 року х. Котівський знятий з обліку населених пунктів.
5 березня 1960 року, відповідно до рішення Житомирського облвиконкому «Про зміни в адміністративно-територіальному поділі сільських рад Радомишльського і Володарсько-Волинського районів», раду було об'єднано з Осичківською сільською радою Радомишльського району Житомирської області. Відновлена в колишніх межах 5 липня 1965 року в складі Радомишльського району.
На 1 січня 1972 року сільська рада входила до складу Радомишльського району Житомирської області, на обліку в раді перебували села Котівка та Філонівка.
Припинила існування 7 грудня 2017 року через об'єднання до складу Радомишльської міської територіальної громади Радомишльського району Житомирської області.
Входила до складу Потіївського (7.03.1923 р.) та Радомишльського (13.03.1925 р., 5.07.1965 р.) районів.